# ستانتون ر. كوك
ستانتون ر. كوك (بالإنجليزية: Stanton R. Cook)‏ هو شخصية أعمال أمريكي، ولد في 3 يوليو 1925، وتوفي في 3 سبتمبر 2015.